# Ардара
А̀рдара (на италиански: Ardara; на сардински: Aldara, Алдара) е село и община в Южна Италия, провинция Сасари, автономен регион и остров Сардиния. Разположено е на 296 m надморска височина. Населението на общината е 792 души (към 2010 г.).